# Хоне (Долина Аосте)
Хоне је насеље у Италији у округу Долина Аосте, региону Долина Аосте.
Према процени из 2011. у насељу је живело 1115 становника. Насеље се налази на надморској висини од 358 м.

## Становништво
Према резултатима пописа становништва 2011. у општини је живело 1.175 становника.
| 1951. | 1961. | 1971. | 1981. | 1991. | 2001. | 2011. |
| ----- | ----- | ----- | ----- | ----- | ----- | ----- |
| 916   | 1.021 | 1.086 | 1.067 | 1.121 | 1.146 | 1.175 |

## Партнерски градови
- Nora Municipality